# كأس العالم لكرة الماء للنساء 1993
كأس العالم لكرة الماء للنساء 1993 كان الموسم التاسع من كأس فينا للنساء، وجرت المنافسات في كاتانيا إيطاليا، ونظمت من قبل الاتحاد الدولي للسباحة (FINA).
وتوج منتخب هولندا بكأس البطولة. فيما حل منتخب إيطاليا في المركز الثاني، ومنتخب المجر في المركز الثالث.